# Luchtvaart voor de 18e eeuw
Dit artikel geeft een overzicht van de luchtvaart voor de 18e eeuw.

## Voor de 10e eeuw
- ca. 1000 v.Chr.
  - Mythische vliegmachines genaamd de Vimāna worden beschreven de Veda's.
- ca. 750 v.Chr.
  - De mythe van Daedalus en Icarus, waarin zij vluchten van het eiland Kreta door middel van het namaken van vleugels, ontstaat.
- ca. 500 v.Chr.
  - De Chinezen (Zhou-dynastie) gaan gebruikmaken van vliegers.
- ca.400 v.Chr.
  - De Griekse wiskundige Archytas beweert dat zijn vliegmachine de "Duif" 200 meter heeft gevlogen.
- ca. 200 v.Chr.
  - In China ontstaat de Kongming lantaarn, een lantaarn gebaseerd op het principe van de luchtballon.
- ca. 220 v.Chr.
  - De Chinezen gebruiken de vlieger als afstandsmeter.
- 559
  - Yuan Huangtou vliegt als eerste mens met een vlieger vanaf een toren in Ye.
- ca. 852
  - De Andalusische Berber Abbas Ibn Firnas (latijn: Armen Firman) springt vanaf een toren in Córdoba, waarbij hij gebruikmaakt van een cape die als een parachute werkt en zo zijn val breekt.
- ca. 875
  - Abbas Ibn Firnas maakt een redelijk succesvolle vlucht met een zelfgemaakt zweefvliegtuig in Córdoba.

## 10e tot de 16e eeuw
- ca. 1010
  - Eilmer van Malmesbury zou een houten zweefvliegtuig hebben gebouwd en daarmee 200 meter hebben gevlogen vanaf een klokkentoren.
- 1240
  - Het Mongoolse leger gebruikt vliegers in de Slag bij Legnica.
- ca. 1250
  - Roger Bacon maakt de eerste technische beschrijving van vliegen, een beschrijving van een ornithopter in zijn boek Secrets of Art and Nature.
- 1282
  - Marco Polo beschrijft bemande en rituele vliegeroplatingen.
- 1325
  - In een Vlaams handschrift duikt een tekeningetje op van een jongen die een stuk speelgoed vasthoudt. Het speelgoed bestaat uit een rotor op een stokje dat door een touwtje in beweging werd gebracht.
- 1486 - 1513
  - Leonardo da Vinci ontwerpt een ornithopter, maakt verschillende schetsen van helikopters en parachutes en bestudeert luchtstromingen en gestroomlijnde vormen.
- 1496
  - De Italiaanse mathematicus Giambattista Danti zou gevlogen hebben vanaf een toren.
- ca. 1500
  - Jeroen Bosch schildert in zijn drieluik De Verzoeking van de Heilige Antonius, naast andere zaken, ook luchtschepen in gevecht boven een brandende stad.
- 1558
  - Giambattista della Porta publiceert een theorie en een bouwinstructie voor vliegers.

## 17e eeuw
- 1638
  - John Wilkins, Bisschop van Chester, beschrijft een aantal van zijn ideeën voor toekomstige piloten in zijn boek The Discovery of a World in the Moon (De ontdekking van een wereld binnen in de maan).
  - Evliya Çelebi maakt melding van de succesvolle zweefvlucht van Hezarfen Ahmet Celebi vanaf de Galata Toren in Istanboel, over de Bosporus naar Üsküdar.
- 1644
  - De Italiaanse natuurkundige Evangelista Torricelli demonstreert het verschijnsel atmosferische druk en weet een vacuüm te creëren.
- 1654
  - Natuurkundige en Burgemeester van Maagdenburg, Otto von Guericke bepaalt het gewicht van lucht en voert zijn beroemde experiment met de Maagdenburger halve bollen uit, waarbij zestien paarden twee halve bollen uit elkaar moeten trekken. Deze bollen zijn enkel door vacuüm aan elkaar verbonden.
- 1670
  - De Jezuïet Francesco Lana de Terzi beschrijft in zijn verhandeling Prodomo een luchtschip dat gedragen wordt door vier vacuüm gezogen bollen. Een van de eerste "realistische" technische plannen voor een luchtschip. Terzi schrijft echter dat "God het nooit zou toestaan dat zulke machines gebouwd zouden worden...omdat iedereen begrijpt dat geen enkele stad dan vrij zou zijn van aanvallen."
- 1678
  - De vermeende vlucht van de Franse slotenmaker Jacob Besnier in zijn ornitopter zou hebben plaatsgevonden.
- 1680
  - De Italiaanse fysicus Giovanni Alfonso Borelli bewijst in zijn verhandeling De Motu Animalium dat het nabootsen van een klappende vleugel met menselijke armspieren teneinde op te stijgen niet mogelijk is.
- 1687
  - Isaac Newton publiceert de Philosophiae Naturalis Principia Mathematica, de basis van de klassieke natuurkunde.

Luchtvaart voor de 18e eeuw ·
18e eeuw ·
19e eeuw ·
20e eeuw ·
21e eeuw